# Macronicteri de Commerson
El macronicteri de Commerson (Macronycteris commersoni) és una espècie de ratpenat de la família dels hiposidèrids. És endèmic de Madagascar. El seu hàbitat natural són una àmplia varietat de tipus de vegetació, incloent boscos baixos caducifolis, litorals i de galeria. Una amenaça significativa per a la supervivència d'aquesta espècie és la caça i és particularment vulnerable pels seus llocs de descans, on els ratpenats són caçats a mesura que emergeixen en la foscor.